# Костел Святого Архангела Михаїла (Качанівка)
Костел Святого Архангела Михаїла в Качанівці — римсько-католицька церква в селі Качанівці Тернопільської области України.

## Відомості
- 1792 — засновано капеланію за кошти І. Любомирської.
- 1796—1798 — коштом Любомирської та парафіян споруджено мурований костел, який 22 травня 1827 р. освятив архієпископ Анджей Анквич.
- 1807 — засновано парафію.
- 1908 — о. С. Ющак за власні кошти здійснив ремонт інтер'єру.
- 1920, 1930, 1937 — здійснено ремонти.
- 1944—1990 — функціонував як колгоспний склад.
- 18 вересня 1991 — освячений єпископом Яном Ольшанським.

## Настоятелі
- о. С. Ющак,
- о. Ян Ольшанський (1942—1944).